# Poritia elsiei
Poritia elsiei är en fjärilsart som beskrevs av Evans 1925. Poritia elsiei ingår i släktet Poritia och familjen juvelvingar. Inga underarter finns listade i Catalogue of Life.